# مؤسسة إديسون ليرنينيج
مؤسسة إديسون ليرنينج (EdisonLearning Inc.)، والتي كانت تعرف من قبل باسم Edison Schools Inc.، هي عبارة عن مؤسسة لإدارة التعليم تهدف إلى تحقيق الربح من خلال المدارس العامة في الولايات المتحدة والمملكة المتحدة. وقد تم تأسيسها في عام 1992 باسم The Edison Project (مشروع إديسون)، حيث كانت، إلى حد كبير، من بنات أفكار كريس ويتل. وقد اشتمل التوسيع المبدئي لمؤسسة Edison على مشاركة توم انجرام (مدير الحملة وكبير الموظفين لدى محافظ تينيسي السابق ووزير التعليم في الولايات المتحدة من 1991 وحتى 1993 لامار ألكساندر)، وبينو سي شميدت الابن وجون تشاب (متخصص العلوم السياسية من Hoover و معهد Brookings Institute) و تشيستر إي فين الابن (مساعد وزير التعليم للرئيسين السابقين ريغان وجورج بوش الأب). وقد كانت مؤسسة Edison، التي تم تأسيسها في البداية حول فكرة قسائم المدارس، تتعاقد مع مقاطعات المدارس على أساس الشراكات في الأداء والاتحادات وتأسيس مدارس الامتياز.
وقد كان المقر الرئيسي لمؤسسة EdisonLearning موجودًا في وسط مدينة مانهاتن، في نيويورك سيتي.

## طريقة التعليم
قالت مؤسسة Edison إنها يمكنها إدارة المدارس العامة مقابل مبالغ أقل من الأموال التي تستهلكها مقاطعات المدارس، وأنها يمكن أن تحسن إنجازات الطلبة مع تحقيق ربحية للمساهمين في المؤسسة.
وقد جذبت مؤسسة Edison الدعم الأيديولوجي من داعمي الخصخصة وقسائم المدارس، بما في ذلك وول ستريت جورنال (Wall Street Journal) ومؤسسة هوفر إنستيتوشن (Hoover Institution).

وتعمل Edison Schools بناءً على مبدأ المشاركة كشركاء مع مقاطعات المدارس ذات الصلة. وهي مقسمة إلى ثلاث شركات فرعية: هي District Partners وCharter وAlliance. وبالإضافة إلى ذلك، تقوم مؤسسة Edison بتشغيل برامج ما بعد الدراسة تحت علامة Newton التجارية وبرامج العام الدراسي الممتد تحت علامة Tungsten التجارية.
كما حققت مؤسسة Edison كذلك بعض التقدم في بريطانيا من خلال مؤسسة Edison Schools UK. كانت مدرسة كولباينز هاي سكول (Colbayns High School) في إيسكس أول مدرسة لمؤسسة Edison School في هذه الدولة، وقد لاقت المديح من OFSTED مقابل تطورها على مدار تسعة أشهر.
وتعتمد طريقة Edison Schools على عشرة مبادئ وعدة قيم جوهرية متنوعة. وتشتمل تلك المبادئ على استغلال الوقت بشكل أفضل (مما يعني زيادة اليوم المدرسي وزيادة السنة الدراسية إلى &mdash;189 يومًا مقابل 180 يومًا في نظام الدراسة الأمريكي القياسي) والتقييمات التي توفر إمكانية المحاسبة (بما في ذلك التقييمات القياسية ومجموعة هيكلية وعقد تعليم ربع سنوي).

## التوسع والانكماش
تم طرح أسهم مؤسسة Edison للتداول العام في بورصة NASDAQ لمدة أربعة أعوام. ولم تعلن المؤسسة عن أي أرباح إلا في ربع واحد فقط خلال فترة طرح أسهمها للتداول.
 وبعد الوصول إلى سعر مرتفع يقرب من 40 دولارًا أمريكيًا مقابل السهم في بدايات عام 2001، انهار سعر السهم ليصل إلى 14 سنتًا.
كذلك، في عام 2001، اتهمت لجنة الأوراق المالية والبورصة مؤسسة Edison بالكشف عن أن قدرًا كبيرًا يصل إلى 41 في المائة من عائداتها عن هذا العام كانت عبارة عن أموال لم ترها مطلقًا: وهو ما يساوي 154 مليون دولار. وبحلول عام 2002، كانت المؤسسة تغازل روجر ميليكين في محاولة لإنقاذ نفسها. وتم بيع المؤسسة للقطاع الخاص في النهاية في عام 2003، من خلال عملية استحواذ أجرتها شركة Liberty Partners نيابة عن Florida Retirement System، والتي تتعامل مع استثمارات التقاعد لمدرسي المدارس العامة التابعين للدولة، وقد تم تقدير سعر المؤسسة بـ 180 مليون دولار في هذه الصفقة أو 1.76 دولار للسهم. والأمناء الثلاثة لصندوق التقاعد في هذا الوقت الذي تمت فيه المصادقة على الصفقة كانوا: المحامي العام في فلوريدا تشارلي كريست والمدير المالي لفلوريدا توم جالاجير ومحافظ فلوريدا جيب بوش.
وبعد خسارة العديد من التعاقدات، ، ابتعدت مؤسسة Edison عن إدارة المدارس العامة وانتقلت إلى تسويق الخدمات التكميلية التقليدية، مثل الاختبارات والمدارس الصيفية والتعليم. وأغلب أعمالها الحديثة كانت تشتمل على توفير مثل تلك الخدمات بدلاً من محاولة إدارة المدارس.
وفي عام 2008، أعلنت مقاطعة فيلاديلفيا للمدارس، وهي أكبر عميل مفرد لمؤسسة Edison حيث كانت تضم 20 مدرسة (حيث كان من المخطط في البداية أن تستحوذ مؤسسة Edison على المقاطعة بأكملها)، في وقت لاحق عن خططها لإبعاد المؤسسة عن منصب الإدارة، مع ذكر أنها وبعض المؤسسات الخاصة الأخرى يمكن أن يحق لها إعادة الترشح لهذا المنصب.
 وبحلول الثامن عشر من يونيو من هذا العام، صوتت لجنة إصلاح المدارس في فيلاديلفيا على الاستحواذ على ست مدارس من المقاولين الخارجيين، كانت أربع مدارس منها تخضع لإدارة Edison، قائلة إن السبب في ذلك هو ضعف التطوير.

ولم تحقق مؤسسة EdisonLearning أي أرباح على مدار الأعوام الأربعة السابقة، حيث اعتمدت بشكل كبير على شركة Liberty Partners لتوفير الدعم المالي لها. وخلال السنوات الأخيرة القليلة، قامت Liberty Partners بإجراء تغييرات في القيادة العليا بالمؤسسة على أمل أن تحقق الأرباح.

## النقد
لقد كان الأداء التعليمي والمالي لمؤسسة Edison مثار الكثير من الانتقاد. فعلى الرغم من الوعود المبدئية بتقليل النفقات، أعلنت المقاطعات العميلة في المؤسسة عن ارتفاع التكاليف في المدارس التي تديرها المؤسسة Edison. فقد فشلت ادعاءات مؤسسة Edison بتحقيق التحسن الأكاديمي في الارتقاء إلى مستوى وعود المؤسسة. وقد كشف تحليل نشر في مجلة نيو يورك تايمز في يوليو من عام 2002 لادعاءات مؤسسة Edison أن النظام المدرسي المضطرب في كليفلاند، بأوهايو، قد حقق أرباحًا أكبر من مدارس Edison عندما تم تحليله باستخدام المنهجية التي تطبقها مؤسسة Edison على إنجازات المدارس التابعة لها.

وقد ذُكرت أساليب وعمليات مؤسسة Edison بشكل بارز في Alissa Quart تحت اسم=: بيع وشراء المراهقين (2003)، عندما بدأ بعض الطلاب في عمل مظاهرات ضد بناء مدرسة لمؤسسة Edison في منطقتهم، بسبب السيطرة التجارية على المدارس العامة الخاصة بهم.
ويلقي مقال كينيث جيه سالتمان تحت عنوان مدارس Edison: مدارس الشركات والهجمة على التعليم العام (Routledge, 2005) الضوء على فاعلية المؤسسة، ويثير التساؤلات حول التداعيات الاجتماعية والسياسية والثقافية الأوسع نطاقًا للمدارس العامة التي تتم إدارتها من أجل تحقيق الأرباح.
وفي تلك الفترة، أصبح من الجلي فشل مؤسسة Edison Schools في إحداث ثورة في التعليم، وقد انتقد داعمو خصخصة التعليم ويتل بسبب إبرام تعاقدات مع مقاطعات المدارس العامة بدلاً من إنشاء مدارس خاصة تمامًا. وقد كتب جيمز كيه جلاسمان في عام 2005 مقالاً في وول ستريت جورنال يقول:

اليوم، بدلاً من امتلاك 1000 مدرسة خاصة، لا تدير مؤسسة Edison إلا 157 مدرسة عامة.
فماذا حدث؟ لم تتمكن مؤسسة Edison من الحصول على التمويل اللازم لإنشاء مثل هذه المشروعات العملاقة بسرعة كبيرة، كما كان السيد ويتل والسيد شميدت يفتقران إلى مهارات الإدارة والصبر. فبعد الانتكاسات المبكرة التي ظهرت في طريق إنشاء مدارسه الخاصة، قرر السيد ويتل نقل التركيز بشكل كامل عن هذا الاتجاه وقرر أن يبحث عن تعاقدات الإدارة من مجالس المدارس في المناطق الحضرية. ونظرًا لعدم وجود خبرات فيما يتعلق باتحادات وسياسيي المدن الكبرى، وقعت مؤسسة Edison في كارثة بعد الأخرى. ويكتب السيد ويتل قائلاً «في الكثير من الأحيان، ما يحكم المدارس هي السياسة، وليس الدرجات». وقد كان يجب عليه أن يدرك تلك الحقيقة في وقت مبكر، وكان عليه أن يلتزم بإنشاء المدارس منخفضة التكاليف الخاصة به.

## وصلات خارجية
- Official website